# القلعة العثمانية (فرسان)
القلعة العثمانية هي قلعة أثرية تقع شمال جزيرة فرسان التابعة لمنطقة جازان جنوب غرب المملكة العربية السعودية، وتُعتبر إحدى الرموز البارزة بالجزيرة. والقلعة هي بيت محصّن، تحتضن منشآت وحصوناً وبوابات وآباراً ومرابط خيل ومستودعات، إلى جانب مكان للسكن يتسع لنحو 30 شخصاً، وتعود القلعة إلى العهد العثماني، حيث استخدمت كقاعدة عسكرية في مطلع القرن العشرين، بمساحة تقدر بنحو 500 م2، على ارتفاع 10 أمتار عن سطح البحر.

## الجغرافيا

### الموقع
تبعد القلعة عن مدينة جازان حوالي 50 كم داخل البحر الأحمر، وتقع على تل صخري يطل على مساحة واسعة من الجزيرة.

## بناء القلعة
تتألف القلعة الحربية من من مبنى مستطيل الشكل ويبلغ طول ضلعها الجنوبي 17,7م، ويبلغ طول ضلعها الجنوبي 12,85م. بنيت القلعة بمجملها من الحجارة غير المهذبة والمغطاة بالجص من الخارج والداخل، وتقدر سماكة جدرانها بــ 65 سم. وتتميز جميع الجدران الخارجية سواء للقلعة أو سورها بوجود فتحات مائلة تستخدم لأغراض للأهداف الدفاعية كما أنها تتسع من الداخل وتضيق من الخارج.
أما مكونات القلعة من داخل السور، فهي تحتوي على ساحة، وغرفتين في الجهة الشرقية. الغرفة الأولى: تميزت بصغر مساحتها وبأن سقفها مسقوف بخشب الدوم وارتفاع سقفها لا يتجاوز 2م وربما تكون استخدمت مستودع للقلعة كما أنها ملاصقة لسور القلعة، أما الغرفة الثانية، فتتميز أيضًا بصغر مساحتها وبأنها مسقوفة وهي على شكل دكة مرتفعة اتصل سقفها بسقف القلعة نفسها، ويوجد على يسار المدخل خزان مياه مكشوف جدرانه الداخلية مغطاة بالإسمنت، وفي الجهة المقابلة لمدخل السور توجد دكة مرتفعة قليلاً بعرض 2و10 م وطول 5,60م في جهتها الشرقية المدخل الرئيس للقلعة، وفي الجهة المقابلة للمدخل درج يقود إلى غرفة مرتفعة تهدم سقفها، وربما كان من خلالها يصعد إلى السطح.
ومما يلاحظ أن جدران السطح العلوي استخدمت في المراقبة؛ حيث يوجد بها فتحات تساعد على إتمام المهمة، أما السقف فبني من قضبان الحديد، وجريد النخيل، وقد تهدمت أجزاء منه خاصة في الجهة الغربية، ويبدو أن القلعة قد أجري عليها تعديلات خصوصًا في جهتها الغربية، وكذلك خزان المياه، ولا يستبعد أنها استخدمت في فترة متأخرة.

### الترميم والتجديد في العهد السعودي
تتجه الهيئة العامة للسياحة والتراث الوطني (وزارة السياحة حاليا) في جيزان إلى تطوير مشروع القلعة الأثرية العثمانية في جزيرة فرسان، بحيث يتم تحويلها متحفاً لتاريخ الجزيرة أو مكتبا للآثار، بحسب ما أوضحه فيصل الطميحي مدير مكتب الآثار في هيئة السياحة في جازان. وبالإضافة لذلك فقد سُوّرت المساحة المحيطة بالقلعة بتسوير مساحة قدرها 4,900 متراً مربعّاً نُفّذ من قبل قسم الآثار بالهيئة العامة للسياحة.

## التاريخ
تعود القلعة إلى العهد العثماني، حيث استخدمت كقاعدة عسكرية في القرن العشرين، وتُعد أقدم قلعة في جزر فرسان، حيث يعود تاريخ بنائها يعود إلى سنة 1250هـ/الموافق 1832م. وقد شهدت القلعة مناوشات بين القوات العثمانية والسكان المحليين إبان الثورة العربية، حيث قاوم الفرسانيون الحكم العثماني، وحدثت معركة بينهم أدّت فيها إلى مقتل 25 جنديّاً عثمانيّاً مُقابل مقتل مواطن فرساني واحد من بني مهدي، وذلك لأن الفرسانيين كانوا يُقاتلون مختبئين في تلك الثكنات في الوقت الذي كان فيه الجنود العثمانيون يقاتلون في العراء، قادمين من سفنهم الراسية في ميناء جنابة، الأمر الذي جعل هؤلاء الجنود يطلبون النجدة من حكومتهم لاسلكياً، لكن الأمر انتهى بالوساطة والصلح مع كبار أهالي فرسان الذين رفعوا الرايات البيضاء، وسُلّمت الجزيرة للدولة العثمانية حتى نهاية حكمها.

## وصلات خارجية
- القلعة العثمانية في فرسان